# Ришар, Жюль (фотограф)
Жюль Ришар (19 декабря 1848 — 18 июня 1930) — французский промышленник, бизнесмен и изобретатель, фотограф. Производитель устройств для стереоскопической фотосъёмки и научных приборов.

## Биография

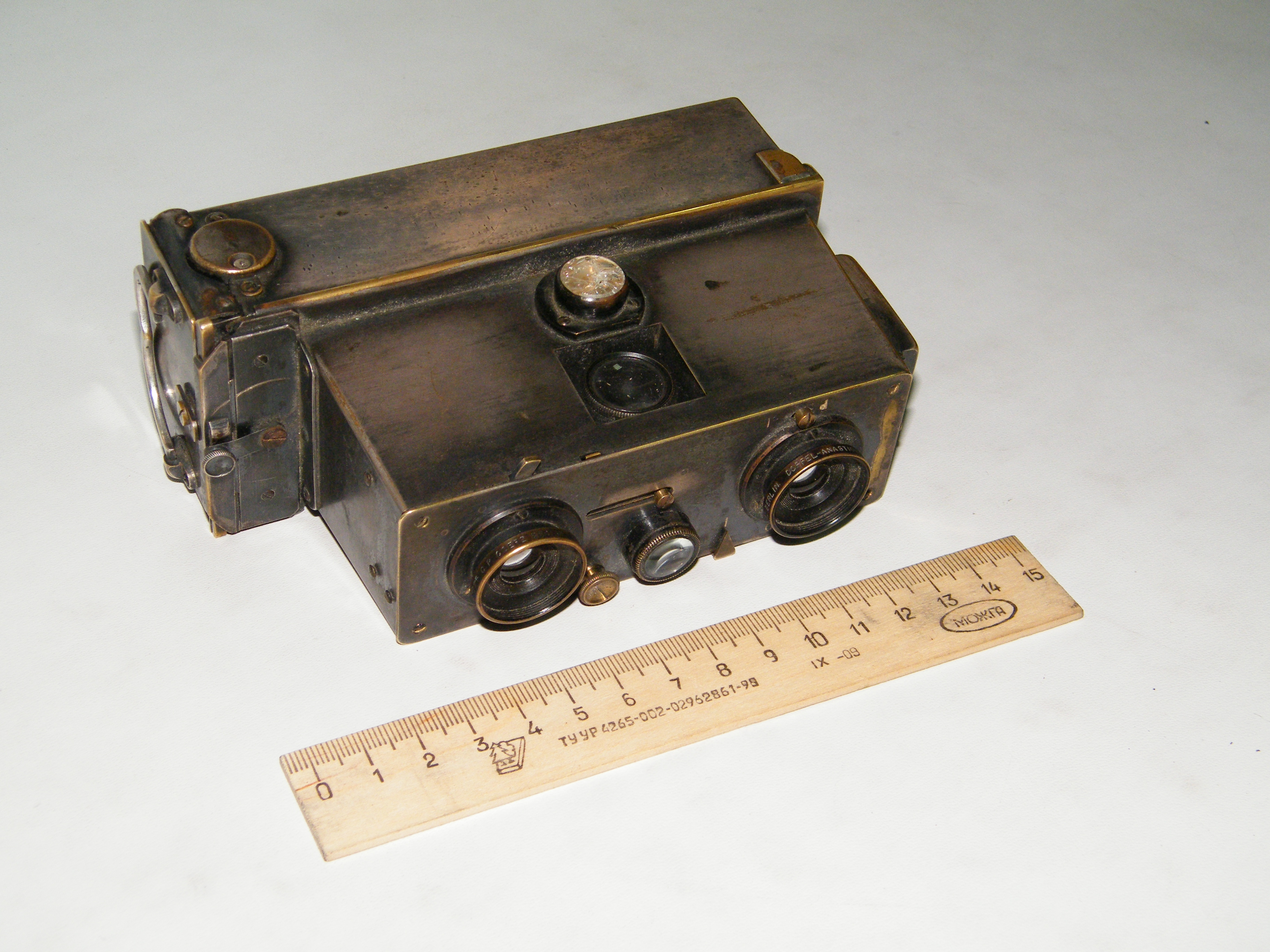
«Verascope», Франция, 1895 год.

С 1863 году работал подмастерьем у часовщика. С 1866 г. — техник в управлении телеграфных сетей. В 1871 г. возглавил семейный бизнес по производству фотокамер и точных приборов.
В 1880 году запатентовал новый вид барометра, который пользовался большим спросом. В течение нескольких лет сотрудничал со своим братом и в 1882 году стал президентом общества Société Richard Frères, переименованного в 1891 году Société Jules Richard.
Почувствовав спрос, в 1893 году он запатентовал новую стереоскопическую фотокамеру — Vérascope. До этого, стереоскопические камеры были довольно тяжелыми и трудными в применении; Ж. Ришар предложил камеру в новых форматах 6 х 13 см и 45×107 мм, что позволило уменьшить вес и размеры камеры. Это изобретение было сделано в нужное время и имело большой успех. В фотокамере находился магазин на 10 фотопластинок, замена отснятой пластинки на новую производилась выдвиганием-вдвиганием рукоятки на магазине. Отснятая фотопластинка перемещалась за экспонированные. В 1913 году он начал производство «Homeos», первой стереоскопической камеры размером 24×18 мм.
Влияние Ж. Ришара в области развития стереоскопической фотосъёмки поставило его в один ряд с изобретателем и основателем компании Eastman Kodak Джорджем Истманом. Новый формат камеры быстро стал популярным, тем более, что его компания также предоставляла пользователям все необходимые аксессуары для удовлетворения потребностей энтузиастов стереоскопической фотосъёмки.
В течение полувека, Жюль Ришар был одним из самых видных французских специалистов в области стереоскопической фотографии.
Жюль Ришар был отличным фотографом. Опубликовал много стереоскопические фотопластин, сделанных на полях сражений и в окопах Первой мировой войны.
Ему принадлежит серия из 17 фотографий в жанре Ню.
Ж. Ришар организовал в 1923 году по контракту с городскими властями Парижа школу фотографии, носящую ныне его имя — Технологический лицей Жюля Ришара.
Похоронен на кладбище Пер-Лашез.

## Галерея работ Ж. Ришара

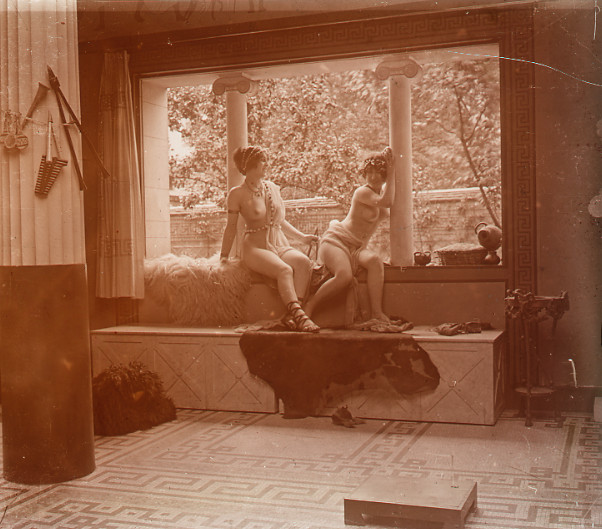
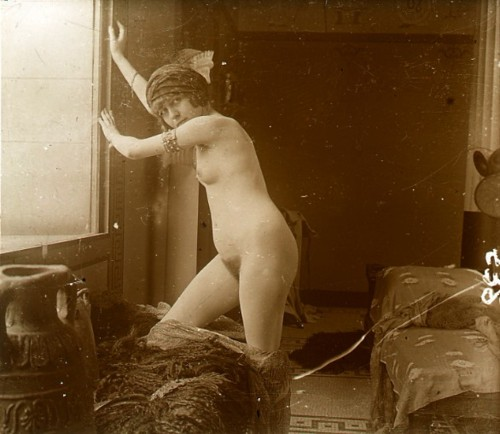
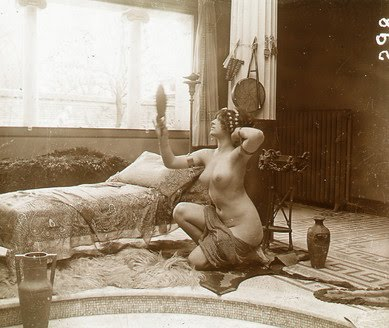
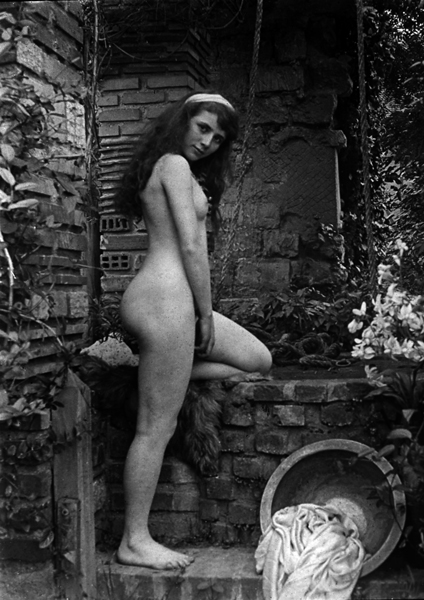
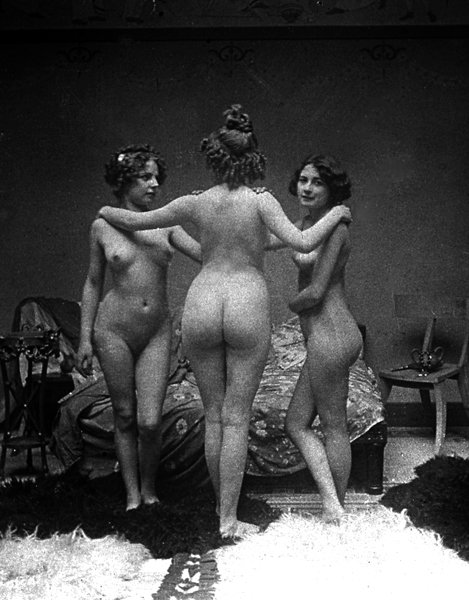
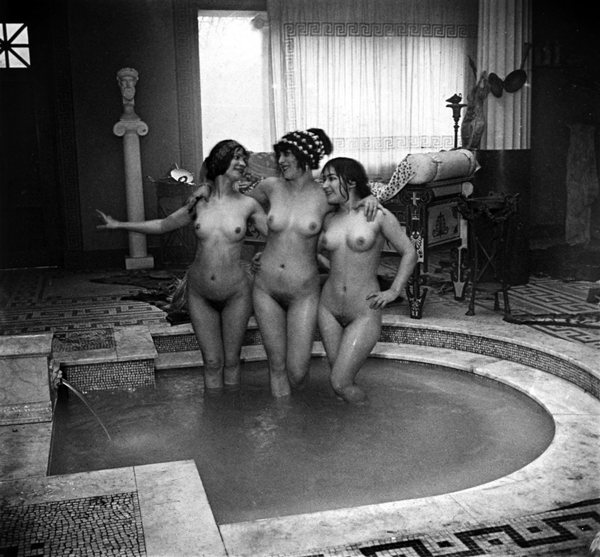
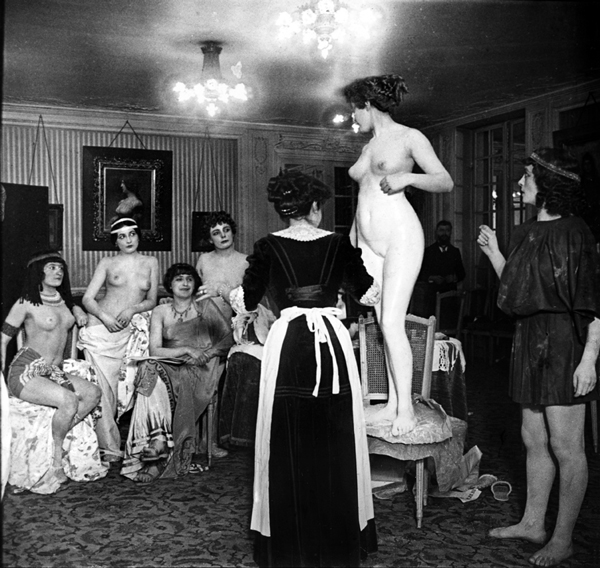
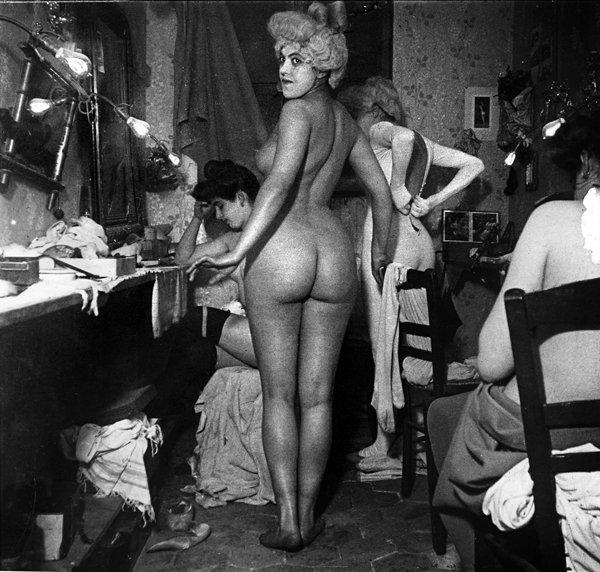
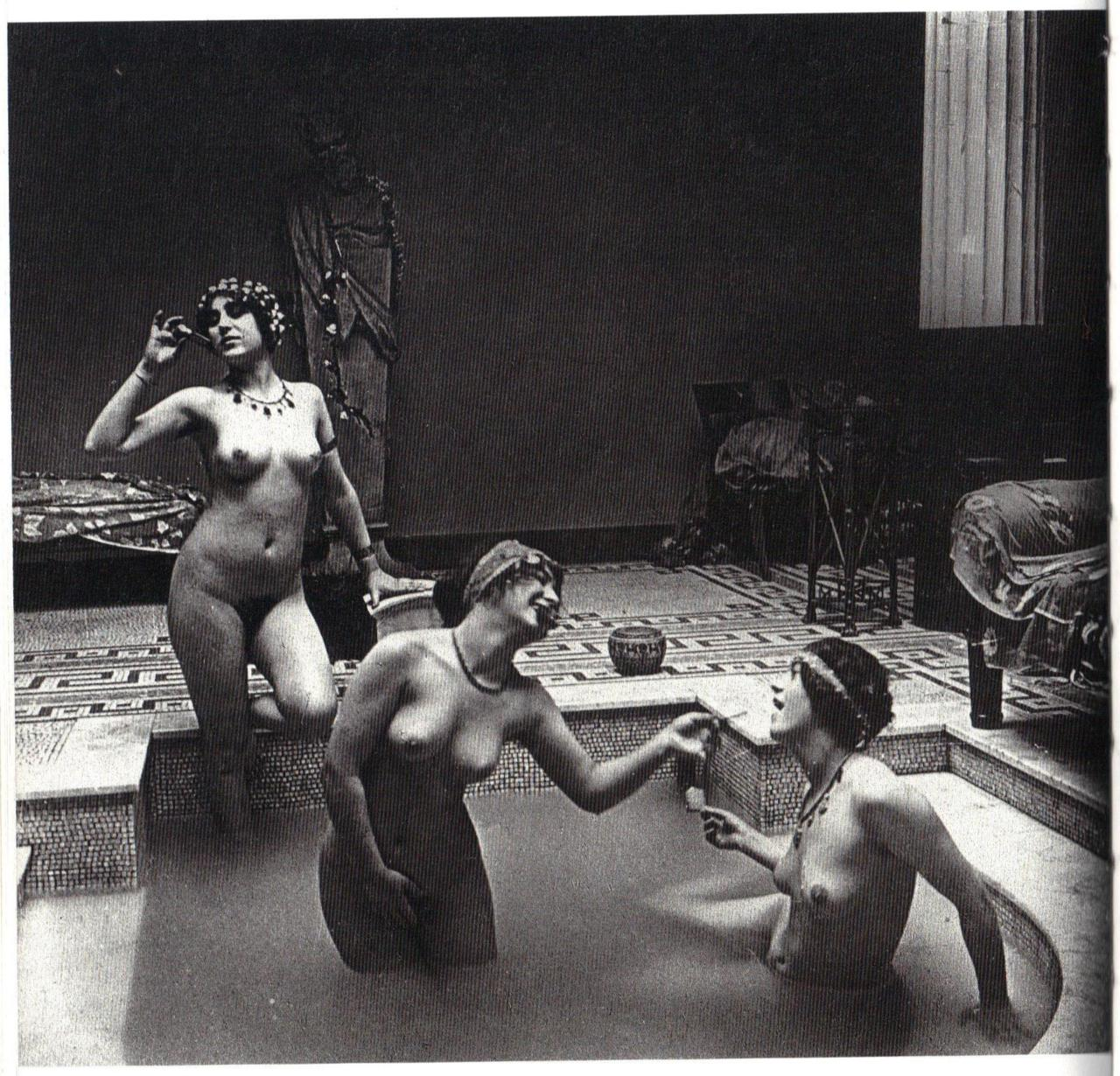
Фото из цикла Dans l'Atrium, 1912
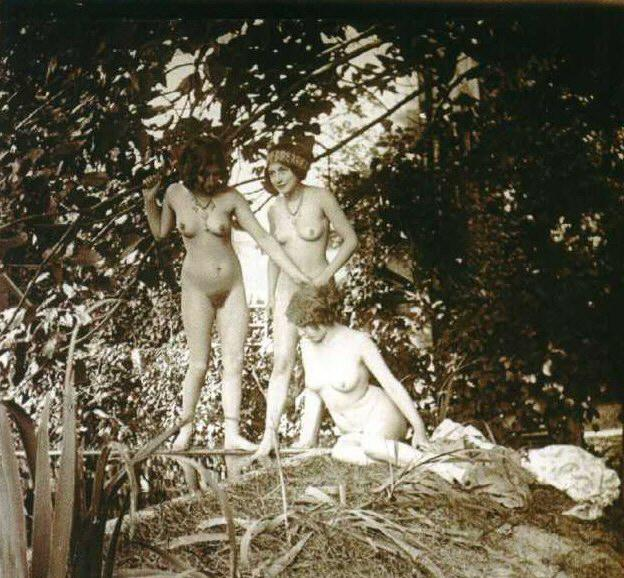
1920